# Santos Brasil Tennis Cup 2024 - Doppio
Il doppio del torneo di tennis professionistico Santos Brasil Tennis Cup 2024, facente parte della categoria Challenger 50 nell'ambito dell'ATP Challenger Tour 2024, si è giocato dal 6 al 12 maggio a Santos, in Brasile. Questa è stata la prima edizione del torneo.
In finale Roy Stepanov e Andrés Urrea hanno sconfitto Hady Habib e Trey Hilderbrand per walkover.

## Teste di serie
1. Luís Britto /  Gonzalo Villanueva (primo turno, ritirati)
2. Hernán Casanova /  Santiago Fa Rodríguez Taverna (primo turno)
3. Roy Stepanov /  Andrés Urrea (campioni)

1. Seita Watanabe /  Takeru Yuzuki (ritirati)
2. Leonardo Aboian /  Valerio Aboian (semifinale)

## Wildcard
1. Luís Miguel /  João Pedro Prudencio (primo turno)

1. Rai Vicente de Araujo /  Lucas Vidaller Ranciaro (primo turno)

## Alternate
1. Aziz Ouakaa /  Leonid Sheyngezikht (quarti di finale, ritirati)

## Tabellone

### Legenda
| - Q = Qualificato - WC = Wild card - LL = Lucky loser | - ALT = Alternate - SE = Special Exempt - PR = Protected Ranking | - w/o = Walkover - r = Ritirato - d = Squalificato |

|  | Primo turno | Primo turno                             | Primo turno                             | Primo turno             | Primo turno       |  |  | Quarti di finale | Quarti di finale         | Quarti di finale         | Quarti di finale        | Quarti di finale   |                    |      | Semifinali | Semifinali                | Semifinali                | Semifinali                  | Semifinali                  |                             |  | Finale | Finale | Finale | Finale | Finale |  |
|  |             |                                         |                                         |                         |                   |  |  |                  |                          |                          |                         |                    |                    |      |            |                           |                           |                             |                             |                             |  |        |        |        |        |        |  |
|  | 1           | L Britto G Villanueva                   | L Britto G Villanueva                   | L Britto G Villanueva   |                   |  |  |                  |                          |                          |                         |                    |                    |      |            |                           |                           |                             |                             |                             |  |        |        |        |        |        |  |
|  | Alt         | A Ouakaa L Sheyngezikht                 | A Ouakaa L Sheyngezikht                 | A Ouakaa L Sheyngezikht | w/o               |  |  | Alt              | A Ouakaa L Sheyngezikht  | A Ouakaa L Sheyngezikht  | A Ouakaa L Sheyngezikht |                    |                    |      |            |                           |                           |                             |                             |                             |  |        |        |        |        |        |  |
|  |             | I Carou AL Lingua Lavallén              | I Carou AL Lingua Lavallén              | 65                      | 3                 |  |  |                  | LE Ambrogi F Roncadelli  | LE Ambrogi F Roncadelli  | LE Ambrogi F Roncadelli | w/o                |                    |      |            |                           |                           |                             |                             |                             |  |        |        |        |        |        |  |
|  |             | LE Ambrogi F Roncadelli                 | LE Ambrogi F Roncadelli                 | 7                       | 6                 |  |  |                  |                          |                          |                         |                    |                    |      |            | LE Ambrogi F Roncadelli   | LE Ambrogi F Roncadelli   | LE Ambrogi F Roncadelli     |                             |                             |  |        |        |        |        |        |  |
|  | 3           | R Stepanov A Urrea                      | R Stepanov A Urrea                      | 6                       | 6                 |  |  |                  |                          | 3                        | R Stepanov A Urrea      | R Stepanov A Urrea | R Stepanov A Urrea | w/o  |            |                           |                           |                             |                             |                             |  |        |        |        |        |        |  |
|  | WC          | L Miguel JP Prudencio                   | L Miguel JP Prudencio                   | 2                       | 2                 |  |  | 3                | R Stepanov A Urrea       | R Stepanov A Urrea       | 6                       | 6                  |                    |      |            |                           |                           |                             |                             |                             |  |        |        |        |        |        |  |
|  |             | P Boscardin Dias D Popko                | P Boscardin Dias D Popko                | 6                       | 6                 |  |  |                  | P Boscardin Dias D Popko | P Boscardin Dias D Popko | 4                       | 4                  |                    |      |            |                           |                           |                             |                             |                             |  |        |        |        |        |        |  |
|  | WC          | R Vicente de Araujo L Vidaller Ranciaro | R Vicente de Araujo L Vidaller Ranciaro | 3                       | 0                 |  |  |                  |                          |                          |                         |                    |                    |      | 3          | Roy Stepanov Andrés Urrea | Roy Stepanov Andrés Urrea | Roy Stepanov Andrés Urrea   | w/o                         |                             |  |        |        |        |        |        |  |
|  |             | E Bogo R Tosetto                        | E Bogo R Tosetto                        | 2                       | 5                 |  |  |                  |                          |                          |                         |                    |                    |      |            |                           |                           | Hady Habib Trey Hilderbrand | Hady Habib Trey Hilderbrand | Hady Habib Trey Hilderbrand |  |        |        |        |        |        |  |
|  |             | B Kuzuhara N Zanellato                  | B Kuzuhara N Zanellato                  | 6                       | 7                 |  |  |                  | B Kuzuhara N Zanellato   | B Kuzuhara N Zanellato   | B Kuzuhara N Zanellato  |                    |                    |      |            |                           |                           |                             |                             |                             |  |        |        |        |        |        |  |
|  |             | Bye                                     | Bye                                     | Bye                     | Bye               |  |  | 5                | L Aboian V Aboian        | L Aboian V Aboian        | L Aboian V Aboian       | w/o                |                    |      |            |                           |                           |                             |                             |                             |  |        |        |        |        |        |  |
|  | 5           | L Aboian V Aboian                       | L Aboian V Aboian                       | L Aboian V Aboian       | L Aboian V Aboian |  |  |                  |                          |                          |                         |                    |                    |      | 5          | L Aboian V Aboian         | 6                         | 62                          | [7]                         |                             |  |        |        |        |        |        |  |
|  |             | W Leite J Pereira                       | W Leite J Pereira                       | W Leite J Pereira       |                   |  |  |                  |                          |                          | H Habib T Hilderbrand   | 3                  | 7                  | [10] |            |                           |                           |                             |                             |                             |  |        |        |        |        |        |  |
|  |             | F Ribero JB Torres                      | F Ribero JB Torres                      | F Ribero JB Torres      | w/o               |  |  |                  | F Ribero JB Torres       | 6                        | 3                       | [7]                |                    |      |            |                           |                           |                             |                             |                             |  |        |        |        |        |        |  |
|  |             | H Habib T Hilderbrand                   | H Habib T Hilderbrand                   | 7                       | 6                 |  |  |                  | H Habib T Hilderbrand    | 3                        | 6                       | [10]               |                    |      |            |                           |                           |                             |                             |                             |  |        |        |        |        |        |  |
|  | 2           | H Casanova S Rodríguez Taverna          | H Casanova S Rodríguez Taverna          | 64                      | 4                 |  |  |                  |                          |                          |                         |                    |                    |      |            |                           |                           |                             |                             |                             |  |        |        |        |        |        |  |